# Nexus (Charmed)
De Nexus is een fictieve locatie uit de televisieserie Charmed. In de serie staat het bekend als een bron van ultieme macht.

## Achtergrond
Er zijn meerdere Nexus-plaatsen in de serie, maar de bekendste bevindt zich op de plaats van het huis van de Halliwell-zussen. Een Nexus ligt altijd precies even ver van de vijf klassieke elementen: aarde, water, hout, vuur en metaal.
De Nexus oefent een sterke aantrekkingskracht uit op het kwaad. Veel demonen, waaronder Zankou en Cole Turner, hebben geprobeerd de Nexus te stelen, maar zonder succes. De invloed van de Nexus is ook merkbaar bij Phoebe Halliwell en Wyat Halliwell. Zij zijn beiden geboren in het huis, en door invloed van de Nexus zijn ze beiden vatbaar voor het kwaad. Phoebe werd ooit bijna de koningin van de onderwereld, en Wyat werd in een alternatieve toekomst slecht.
De Nexus werd vernietigd aan het eind van seizoen 7 om zo Zankou te verslaan. Hiervoor moesten de zussen toestemming krijgen van de Ouderlingen.

## De schaduw
De kracht van de Nexus kan zichzelf manifesteren in de gedaante van een schaduwachtig wezen, dat in de serie vaak "De Schaduw" of "de boeman" wordt genoemd. Dit wezen moet te allen tijde in toom worden gehouden daar hij bezit kan nemen van iemand, en die persoon zo de macht van de Nexus kan geven. Als de schaduw eenmaal vrij is, heeft hij de macht over het hele huis en de mensen die erin zitten. 
De schaduw kan niet worden vernietigd zonder de Nexus ook te vernietigen. Dat is ook de reden dat in de serie de schaduw enkel in toom wordt gehouden, maar nooit vernietigd tot aan het einde van seizoen 7.